# Municipio de Thornhurst
El municipio de Thornhurst (en inglés, Thornhurst Township) es un municipio situado en el condado de Lackawanna, Pensilvania, Estados Unidos. Tiene una población estimada, a mediados de 2022, de 1005 habitantes.

## Geografía
La localidad está ubicada en las coordenadas 41°12′44″N 75°36′46″O / 41.21222, -75.61278 (41.212287, -75.612725).

## Demografía
Según el censo de 2000, en ese momento los ingresos medios de los hogares de la localidad eran de $40,769 y los ingresos medios de las familias eran de $43,625. Los hombres tenían ingresos medios por $34,063 frente a los $27,250 que percibían las mujeres. Los ingresos per cápita eran de $20,751. Alrededor del 11% de la población estaba por debajo del umbral de pobreza.
De acuerdo con la estimación 2017-2021, los ingresos medios de los hogares de la localidad son de $64,861 y los ingresos medios de las familias son de $69,205. Alrededor del 7.1% de la población está por debajo del umbral de pobreza.